# Магомедов, Шамиль Магомедович (борец)
Шамиль Магомедович Магомедов (9 августа 1965, с. Чантлискуре, Кварельский район, Грузинская ССР, СССР) — советский и грузинский борец вольного стиля.

## Спортивная карьера
Вольной борьбой занимается с 15 лет. Тренировался в спортивной школе «Трудовые резервы» в Тбилиси. В 1989 году в Махачкале стал чемпионом СССР в лёгкой весовой категории, обыграв в финале Казимагомеда Айгумова. В 1992 году на предолимпийском чемпионате СНГ Объединённой команды к играм в Барселоне стал бронзовым призёром.

## Личная жизнь
В 1984 году окончил СПТУ № 110 в Тбилиси. В 1992 году окончил военно-физкультурный институт в Телави.

## Достижения
- Чемпионат СССР по вольной борьбе 1989 — ;
- Чемпионат СНГ по вольной борьбе — ;